# Distretto di Istalif
Il distretto di Istalif è un distretto dell'Afghanistan appartenente alla provincia di Kabul. Viene stimata una popolazione di 32.700 abitanti (dato 2012-13).